# Tarandacuao
Tarandacuao ist eine Kleinstadt mit 6058 Einwohnern (Stand 2010) im Süden des mexikanischen Bundesstaats Guanajuato und Verwaltungssitz des gleichnamigen Verwaltungsbezirks (Municipio Tarandacuao).

## Geschichte
Die Entstehung von Tarandacuao geht auf die Tarasken, ein indigenes Volk in Mexiko, zurück. In der taraskischen Sprache soll Trandacuao „Ort, an dem Wasser fließt“ bedeuten, was möglicherweise in Verbindung stehe mit dem Río Lerma, der die Region durchströmt, oder mit der im Südosten von Tarandacuao gelegenen Quelle Ojo de Agua („Wasserauge“). Gesichert ist diese Bedeutung nicht. Am 27. April 1612 soll der spanische König Carlos V vermeintlich Tarandacuaos Gründung als rechtmäßig anerkannt haben, jedoch wurden Zweifel an der Echtheit der dieser Datierung zugrundeliegenden Dokumente geäußert. Der Kongress von Guanajuato verlieh der Siedlung am 14. Juli 1861 per Erlass den Namen Tarandacuao de la Constancia. Am 13. Juni 1949 erhielt der Ort durch Erlass des Unionskongresses die Stadtrechte und heißt seitdem wieder nur Tarandacuao.

## Kunsthandwerk

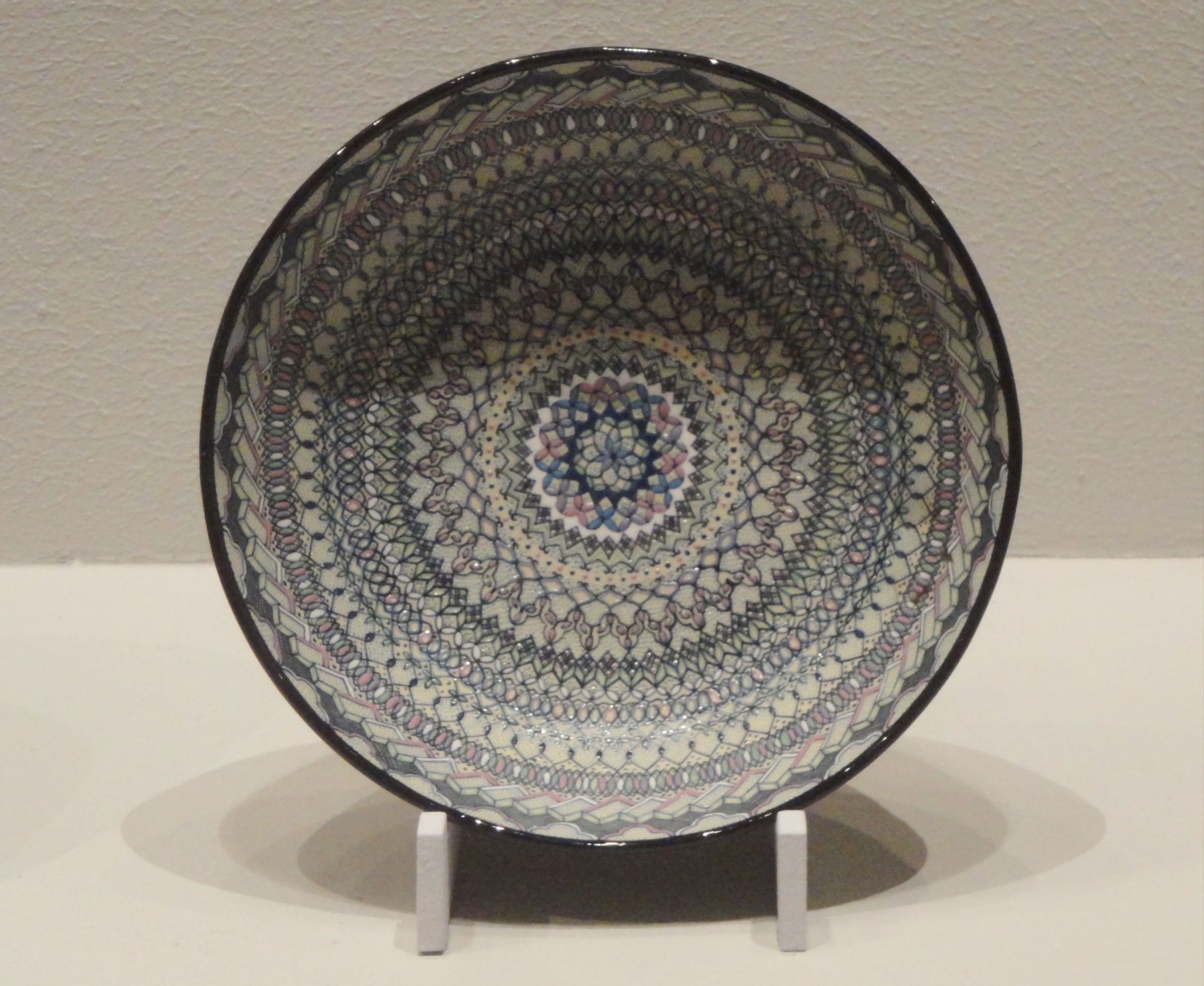
Getöpferte Früchteschale aus Tarandacuao

Tarandacuao ist für die Herstellung kunstvoller Keramiken bekannt. Es gibt mehrere Töpfereien in der Stadt sowie verschiedene Kunsthandwerksläden, wo die Stücke gekauft werden können.

## Bauwerke und Anlagen
- Die Parroquia de Santiago Apóstol (auch Templo de Santiago Apóstol, dt. „Kirche des Apostels Santiago“) ist das wichtigste religiöse Bauwerk der Stadt und liegt am nordöstlichen Rand von Tarandacuao. Die Pfarrkirche wurde Anfang des 19. Jahrhunderts erbaut und besitzt in der vorderen Fassade ein schlicht gerahmtes Chorfenster und ein neoklassizistisch gestaltetes Eingangsportal. Der dreistöckige Glockenturm hat auf jeder Seite eine Uhr. Im Inneren der Kirche mit kreuzförmigem Grundriss befinden sich sieben Altare, unter denen besonders der Hauptaltar durch seine aufwändigen Holzarbeiten hervortritt. Der Kirche vorgelagert ist ein Hof (Atrium), den man durch den charakteristischen, 1935 erbauten Eingangsbogen betritt und der als Austragungsort für Feierlichkeiten genutzt wird.

- Der Jardín Hidalgo, eine Grünanlage unmittelbar gegenüber der Parroquia de Santiago Apóstol, ist der Hauptplatz des Ortes. Dort stehen auch ein Brunnen mit einer Reiterstatue des Santiago Matamoros und ein Denkmal für den mexikanischen Revolutionär Miguel Hidalgo, nach dem die Anlage benannt ist.

- Santuario de Guadalupe ist eine Kirche im südlichen Ortsviertel Las Flores und der Verehrung der Jungfrau von Guadalupe gewidmet. Charakteristisch sind die moderne Architektur, zwei schlanke Glockentürme mit je mehreren Glocken, und eine große, zweifarbig gepflasterte Esplanade. Jedes Jahr am 12. Dezember wird dort traditionell das Fest zu Ehren der Jungfrau von Guadalupe abgehalten.

- Im Südosten von Tarandacuao liegt am Rande des Ortes das Ojo de Agua („Wasserauge“), eine Thermalquelle, die einen Teil der Stadt mit Trinkwasser speist und die Landwirtschaft mit Wasser versorgt. Angegliedert ist ein in der Bevölkerung beliebtes Thermalbad mit klarem, warmen Wasser, beschattet von einem alten Baumbestand aus Sabino-Bäumen.

## Umgebung
Nordwestlich von Tarandacuao liegt circa 30 Kilometer entfernt der Solís-Staudamm (Presa Solís) im Flussbett des Río Lerma. Der Damm wurde am 15. Mai 1949 vom damaligen Präsidenten Miguel Alemán Valdés eingeweiht. Das im Stausee gesammelte Wasser dient der Bewässerung der landwirtschaftlichen Flächen im benachbarten Municipio Acámbaro.
Tarandacuao und seine Umgebung befinden sich im Durchzugsgebiet des Monarchfalters, der aus den USA kommend zum Überwintern das Biosphärenreservat Mariposa Monarca im Grenzgebiet der Bundesstaaten Michoacán und México aufsucht.
Die Stadt Tarandacuao ist Sitz des Municipio Tarandacuao mit 12.256 Einwohnern (2015), das im Norden und Osten an das Municipio Jerécuaro, im Westen an das Municipio Acámbaro und im Süden an den Bundesstaat Michoacán grenzt. Die nächstgelegenen größeren Städte sind Maravatío und Acámbaro.